# Reuniunea de familie (tablou)
Reuniunea de familie sau Portretele familiei este un tablou al pictorului francez Frédéric Bazille din 1867, aflat acum în Musée d'Orsay din Paris.